# Joyce DiDonato
Joyce DiDonato (su apellido de soltera es Flaherty; Prairie Village, Kansas, 13 de febrero de 1969) es una mezzosoprano de coloratura estadounidense, especializada en roles de Mozart, Handel y Rossini. Sucesora de sus compatriotas Frederica von Stade y Susan Graham, ganó el Premio Beverly Sills en 2007 establecido en memoria de la soprano homónima.

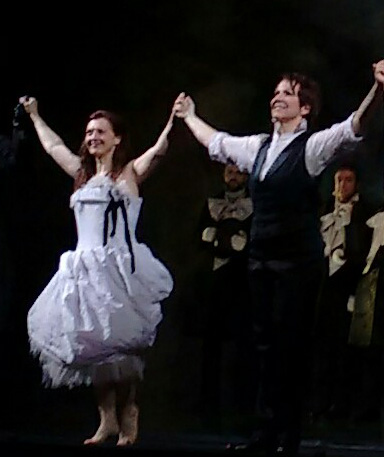
DiDonato (Romeo) y Patrizia Ciofi (Julieta), para una función de teatro de I Capuleti e i Montecchi en Barcelona, mayo de 2016

## Biografía
Graduada de la Universidad de Wichita, prosiguió sus estudios de canto en la AVA de Filadelfia y en el programa para aprendices de la Ópera de Santa Fe. En él fue galardonada como Outstanding Apprentice Artist, actuando así en el estreno mundial de la ópera Modern Painters de David Lang. Fue Young Artist en la Opera de Houston y en la Ópera de San Francisco. En 1998 ganó el segundo premio en la competición Operalia y en la competición George London.
Debutó en la Ópera de Houston en Resurrection de Tod Machover y en la premier de Little Woman de Mark Adamo. Cantó después Cherubino en la Ópera de Santa Fe y La italiana en Argel. En el 2000 debutó en La Scala de Milán como La Cenerentola de Rossini y en París con la Misa en si menor de Bach.
En 2001–2002 cantó Dorabella de Cosí fan tutte en la Washington National Opera, Sesto de Giulio Cesare en la De Nederlandse Opera, Rosina de El barbero de Sevilla en la Ópera de París, y en la Bayerische Staatsoper dirigida por Zubin Mehta, ganando el Premio Richard Tucker.
Cantó en la New York City Opera como Sister Helen en Dead Man Walking de Jake Heggie y en el Covent Garden como Zlatohrbitek en La zorra astuta de Leoš Janáček; también con John Eliot Gardiner en Tokio, Pesaro, Seattle y en su debut en el Carnegie Hall con la Misa en si menor de Bach dirigida por Peter Schreier. 
Como Rosina cantó en la San Francisco Opera, en la Houston Grand Opera, en Londres, en Aix-en-Provence, en el Hollywood Bowl y en la puesta en escena de Luca Ronconi del Barbero en el Festival Rossini de Pesaro y Bolonia. Cantó Sesto de La clemenza di Tito en Ginebra, Cendrillon de Massenet en Santa Fe, Dejanira de Hércules en el Barbican Centre de Londres, y el papel del compositor en Ariadna en Naxos de Richard Strauss en el Teatro Real de Madrid.
En 2005 debutó al fin en el Metropolitan Opera, en la producción de Jonathan Miller de Las bodas de Fígaro junto a Luca Pisaroni y Peter Mattei, regresando de nuevo en la temporada 2007 como Rosina en El barbero de Sevilla junto a Juan Diego Florez. Obtuvo un éxito rotundo.
En 2006 fue galardonada con el Royal Philharmonic Society Singer Award. Ese mismo año cantó su primer Octavian en Der Rosenkavalier con la San Francisco Opera junto a Soile Isokoski y Miah Persson, dirigidas por Donald Runnicles. Debutó asimismo en el Gran Teatro del Liceo de Barcelona y en la Lyric Opera of Chicago.
En la temporada 2008/2009, DiDonato volvió al Covent Garden como Donna Elvira en Don Giovanni y como Rosina en Il barbiere di Siviglia. En una representación de esa ópera el 7 de julio, DiDonato se deslizó en el escenario y se rompió el peroné derecho. Terminó el primer acto cojeando y actuó el resto de la actuación con muletas. Las cinco funciones siguientes las hizo en silla de ruedas.  Realizó los papeles de Beatrice en Béatrice et Bénédict de Berlioz en la Houston Grand Opera, Idamante en el Idomeneo de Mozart con Opéra National de Paris y Rosina en Il barbiere di Siviglia en su debut con la Ópera Estatal de Viena.
DiDonato también apareció en conciertos con la Filarmónica de Nueva York, la Sinfónica de Kansas City y la Metropolitan Opera Orchestra, la última de las cuales bajo la batuta de James Levine. Viajó a Europa y los Estados Unidos con Les Talens Lyriques con los que da conciertos de las arias de Haendel, incluyendo actuaciones en el Wigmore Hall y el festival de ópera Rossini.
DiDonato cantó el papel de Isolier en Le comte Ory de Rossini con el Metropolitan Opera en abril de 2011. En 2012 emprendió una exitosa gira sudamericana, presentándose en importantes escenarios como el Teatro Colón de Buenos Aires (al cual retornó en otras 3 oportunidades) y el Teatro Municipal de Santiago de Chile.
En abril de 2012, cantó el papel de María Estuardo en Maria Stuarda de Donizetti con el Houston Grand Opera, repitiendo el papel en las actuaciones de estreno de la obra en el Metropolitan Opera en enero de 2013.
En la primavera de 2013 DiDonato protagonizó una nueva producción de La donna del lago de Rossini dada por el Royal Opera, Covent Garden. Una nueva producción de esta ópera fue montada por la ópera de Santa Fe durante su festival 2013, también protagonizada por Joyce DiDonato con Lawrence Brownlee como Uberto. Por primera vez en sus 57 años de historia, la ópera de Santa Fe agregó una actuación extra de La donna del lago debido a la demanda de entradas sin precedentes.
El 7 de septiembre de 2013 se presentó en la última noche de los Proms, cantando arias de Massenet ("Je suis gris! Je suis ivre!"), Haendel (Ombra mai fu) y Rossini ("Tanti affetti in tal momento ! "), así como" You'll Never Walk Alone " del musical Caroussel," Over the Rainbow " del Mago de Oz como un homenaje a su estado natal de Kansas, y " Danny Boy ", después condujo a la audiencia en la tradicional "Rule, Britannia!". El 21 de septiembre de 2013 cantó el papel de Romeo en la Ópera lírica de Kansas City que abrió su temporada con I Capuleti e i Montecchi de Bellini.
En enero de 2014, DiDonato fue nombrada artista de "Perspectivas" durante la temporada 2014/2015 del Carnegie Hall. Durante ese tiempo sus actuaciones incluyen a The English Concert dirigido por Harry Bicket, su recital acompañada por David Zobel, una actuación con el Cuarteto de Cuerda Brentano, y otra con la Orquesta de Filadelfia, dirigida por Maurizio Benini.
A principios de septiembre de 2014, Joyce DiDonato abrió la temporada 2014/15 del Wigmore Hall con dos conciertos, con Antonio Pappano en el piano. El programa incluyó obras de Haydn, Rossini, Santoliquido y canciones del Great American Songbook. Una grabación en vivo fue lanzada en 2015 "Joyce y Tony: Live at Wigmore Hall". Esta grabación fue Ganadora del Premio Grammy 2016 al Mejor Álbum Solo Vocal Clásico.
A finales de septiembre de 2014, Joyce DiDonato abrió la temporada clásica del Barbican 2014/15 con un concierto titulado Stella di Napoli con la Orquesta y Coro de la Ópera de Lyon dirigida por Riccardo Minasi. Este fue el primer concierto de cinco eventos para Joyce DiDonato en la serie Barbican's Artist Spotlight. Los cuatro eventos restantes fueron tres conciertos:
- Alcina de Handel[10] con The english Concert conducido por Harry Bicket
- Camille Claudel: Into the Fire,[11] un ciclo de canciones escrito para ella por Jake Heggie, con el Cuarteto de Cuerda Brentano
- Un concierto[12] con la Filarmónica de Nueva York dirigida por Alan Gilbert

También en 2014 impartió una clase magistral en la Escuela Guildhall de música y drama.
En 2015, DiDonato se presentó en el Stonewall Inn para homenajear a las víctimas de crímenes de odio anti-gay.
Casada en segundas nupcias con el director orquestal Leonardo Vordoni, mantiene su apellido como nombre artístico y vive en Kansas City (Misuri).

## Repertorio
- Adina, Adina (Rossini)
- Agrippina (Handel)[15]
- Alcina, Alcina (Handel)
- Angelina, La Cenerentola (Rossini)
- Annius, La clemenza di Tito (Mozart)
- Ariodante, Ariodante (Handel)
- Ascanio, Benvenuto Cellini (Berlioz)
- Beatrice, Béatrice et Bénédict (Berlioz)
- Cendrillon, Cendrillon (Massenet)
- Cherubino, Las bodas de Fígaro(Mozart)
- The Composer Ariadne auf Naxos (Richard Strauss)
- Dejanira, Hercules (Handel)
- Donna Elvira, Don Giovanni (Mozart)
- Dorabella, Così fan tutte (Mozart)
- Elisabetta, Maria Stuarda (Donizetti)
- Elmira, Floridante (Handel)
- Grace Kelly, Jackie O (Michael Daugherty)
- Idamante, Idomeneo (Mozart)
- Isabella, The Italian Girl in Algiers (Rossini)
- Maslova, Resurrection (Tod Machover)
- Meg, Little Women (Mark Adamo)
- Octavian, Der Rosenkavalier (Richard Strauss)
- Romeo, I Capuleti e i Montecchi (Vincenzo Bellini)
- Rosina, The Barber of Seville (Rossini)
- Sesto, Giulio Cesare (Handel)
- Sextus, La clemenza di Tito (Mozart)
- Sister Helen, Dead Man Walking (Jake Heggie)
- Stephano, Romeo y Julieta (Charles Gounod)
- Zlatohrbitek, The Cunning Little Vixen (Janáček)

## Discografía de referencia

### CD
- ’Diva Divo’, Airs d’opéras. Orchestre et le Chœur de l’Opéra de Lyon & Kazushi Ono. Virgin Classics, 2011
- ’Drama Queens’, Airs royaux des 17e et 18e siècles de Haendel, Orlandini, Monteverdi, Keiser, Porta, Hasse, Cesti, Giacomelli, Haydn. Il Complesso Barocco & Alan Curtis. Virgin Classics, 2012
- Haendel : ’Amor e gelosia’, Duos d’opéras. Con Patrizia Ciofi, Il Complesso Barocco & Alan Curtis. Virgin Classics, 2004
- Haendel : ’Furore’, Airs d’opéras. Les Talens Lyriques & Christophe Rousset. Virgin Classics, 2008
- Haendel : Ariodante. Con Karina Gauvin, Marie-Nicole Lemieux, Topi Lehtipuu, Il Complesso Barocco & Alan Curtis. Virgin Classics, 2011
- Haendel : Radamisto. Con Patrizia Ciofi, Maite Beaumont, Dominique Labelle, Zachary Stains, Carlo Lepore, Il Complesso Barocco & Alan Curtis. 3CD Virgin Classics, 2005
- Jake Hegie : Dead Man Walking. Con Frederica Von Stade, Philip Cutlip, Measha Brueggergosman, Houston Grand Opera & Chorus & Patrick Summers. 2CD Virgin Classics, 2012
- Rossini : ’Colbran, The Muse’, Airs d’opéras. Orchestre et le Chœur de l’Académie Nationale de Sainte Cécile & Edoardo Müller. Virgin Classics, 2010
- Rossini : Stabat Mater. Con Anna Netrebko, Lawrence Brownlee, Ildebranco d'Arcangelo, l’Orchestre et le Chœur de l’Académie Nationale de Sainte Cécile & Antonio Pappano. EMI Classics, 2010
- Vivaldi : Ercole sul Termodonte. Con Rolando Villazón, Patrizia Ciofi, Diana Damrau, Vivica Genaux, Philippe Jaroussky, Topi Lehtipuu, Europa Galante & Fabio Biondi. Virgin Classics, 2010

### DVD
- Haendel : Héraclès. Con William Shimell, Toby Spence, Ingela Bohlin, Malena Ernman,  chœur et orchestre Les Arts Florissants direction William Christie, Mise en scène Luc Bondy,  Bel Air Classiques, 2005
- Massenet : Cendrillon. Con Église Guttierez, Alice Coote, Ewa Podles, Jean-Philippe Laffont, Chorus & Orchestra of the Royal Opera House & Bertrand De Billy. Mise en scène de Laurent Pelly. Virgin Classics, 2012.
- Rossini : Le Barbier de Séville. Con Juan Diego Flórez, Pietro Spagnoli, Ferruccio Furlanetto, Alessandro Corbelli, Orchestra of the Royal Opera House Covent Garden & Antonio Pappano. Mise en scène de Moshe Leiser & Patrice Caurier. Virgin Classics, 2010
- Rossini : Le Comte Ory. Con Juan Diego Flórez, Diana Damrau, Stéphane Debout, Michele Pertusi, The Metropolitan Opera Orchestra & Maurizio Benini. Mise en scène de Bartlett Sher. Virgin Classics, 2012

## Galería

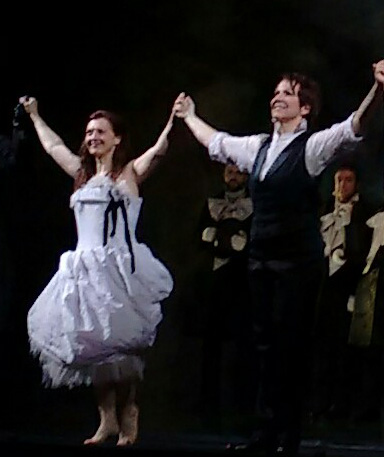